# ألان باترسون (لاعب هوكي الحقل)
ألان باترسون (بالإنجليزية: Alan J. Patterson)‏ هو لاعب هوكي الحقل نيوزيلندي، ولد في 19 يناير 1941.

## وصلات خارجية
- ألان باترسون على موقع اللجنة الأولمبية الدولية (الإنجليزية)
- ألان باترسون على موقع أوليمبيديا (الإنجليزية)
- ألان باترسون على موقع اللجنة الأولمبية النيوزيلندية (الإنجليزية)